# Bankja
Bankja (bulgarsk: Банкя) er en lille by i yderkanten af Sofia i det vestlige Bulgarien. I 1969 blev landsbyen Bankja udråbt til by, og i 1979 blev den en del af Sofia, Bulgariens hovedstad.